# Grote Prijs Forlì
De Grote Prijs Forlì is een voormalige Italiaanse wielerwedstrijd die werd verreden als individuele tijdrit en vond plaats tussen 1958 en 1979. De wedstrijd is vernoemd naar de hoofdstad van de gemeente Forlì-Cesena. Recordwinnaar is de Italiaan Felice Gimondi, met vijf zeges. De Belg Roger Swerts won in 1972 en de Nederlander Roy Schuiten zegevierde in 1979.
Start en finish van deze wedstrijd waren in Castrocaro Terme e Terra del Sole, een gemeente die onderdeel is van de provincie Forlì-Cesena dat gelegen is in de regio Emilia-Romagna. De wedstrijd kende een lengte van tussen de 55 en 78 kilometer.

## Lijst van winnaars

### Meervoudige winnaars
| Overwinningen | Renner          | Land   | Jaren                        |
| ------------- | --------------- | ------ | ---------------------------- |
| 5             | Felice Gimondi  | Italië | 1967, 1968, 1969, 1971, 1973 |
| 4             | Ercole Baldini  | Italië | 1958, 1959, 1962, 1963       |
| 2             | Bernt Johansson | Zweden | 1977, 1978                   |

### Overwinningen per land
| Overwinningen | Land                          |
| ------------- | ----------------------------- |
| 10            | Italië                        |
| 3             | Frankrijk                     |
| 2             | Zweden                        |
| 1             | België, Denemarken, Nederland |